# Јаблоњица
Јаблоњица (слч. Jablonica) насељено је мјесто са административним статусом сеоске општине (слч. obec) у округу Сењица, у Трнавском крају, Словачка Република.

## Становништво
| Година:    | 1994. | 2004.   | 2014.   | 2024.   |
| ---------- | ----- | ------- | ------- | ------- |
| Број људи: | 2264  | 2279    | 2254    | 2222    |
| Разлика:   |       | +0,66 % | -1,09 % | -1,41 % |

| Година:    | 2023. | 2024.   |
| ---------- | ----- | ------- |
| Број људи: | 2223  | 2222    |
| Разлика:   |       | -0,04 % |

Према подацима о броју становника из 2024. године насеље је имало 2222 становника.